# Leonardo Rocha de Almeida
Leonardo Rocha de Almeida (Rotterdam, 15 april 2003) is een Nederlands voetballer van Kaapverdische afkomst die als verdediger voor Telstar speelde.

## Carrière
Leonardo Rocha de Almeida speelde in de jeugd van Spartaan'20, Vitesse, VV Alexandria '66 en weer Spartaan'20. In juni 2023 was hij samen met ploeggenoot Alae-Eddine Bouyaghlafen, Zakaria Eddahchouri en Ondřej Mastný op proef bij Telstar. Hij maakte een goede indruk en mocht bij Telstar blijven. Hij debuteerde in het betaald voetbal op 9 september 2023, in de met 1-2 verloren thuiswedstrijd tegen VVV-Venlo. Hij kwam in de 89e minuut in het veld voor Jayden Turfkruier. Een week later mocht hij acht minuten invallen in de met 3-0 verloren uitwedstrijd tegen Roda JC Kerkrade. Dit was zijn tweede en laatste wedstrijd voor Telstar. Enkele weken later werd hij met ploeggenoten Eddahchouri, Bouyaghlafen en Tahiri door Mike Snoei uit de selectie gezet, omdat ze weigerden een regenboogshirt te dragen tegen TOP Oss. In mei 2024 werd bekend dat Telstar na het einde van het seizoen niet langer met hem verder ging.

### Statistieken
| Seizoen                      | Club           | Land           | Competitie     | Competitie | Competitie | Beker | Beker | Totaal | Totaal |
| Seizoen                      | Club           | Land           | Competitie     | Wed.       | Dlp.       | Wed.  | Dlp.  | Wed.   | Dlp.   |
| ---------------------------- | -------------- | -------------- | -------------- | ---------- | ---------- | ----- | ----- | ------ | ------ |
| 2023/24                      | Telstar        | Nederland      | Eerste divisie | 2          | 0          | 0     | 0     | 2      | 0      |
| Carrièretotaal               | Carrièretotaal | Carrièretotaal | Carrièretotaal | 2          | 0          | 0     | 0     | 2      | 0      |
| Bijgewerkt op 7 januari 2025 |                |                |                |            |            |       |       |        |        |